# Cobro de sangre
Cobro de Sangre es una novela familiar del escritor colombiano Mario Mendoza y publicada por Grupo Planeta el 30 de junio de 2004.

## Argumento
Cuenta la historia de Samuel Sotomayor, quien siendo tan solo un niño presencia la trágica muerte de sus padres en su propia casa. Samuel es llevado a vivir al extranjero con sus abuelos y después de varios años vuelve a Colombia con el propósito de encontrar a los homicidas de su familia. Samuel ingresa a la Universidad Nacional, donde en poco tiempo logra destacarse por su inteligencia y grandes habilidades. Tiempo después, Samuel lleva a cabo su venganza, en la que involucra a más de un amigo, y quien comprenderá que toda muerte carece de sentido. Tiempo después Samuel Sotomayor es capturado e interrogado por un delito que había cometido con sus amigos. Al no querer confesar nada, Samuel es condenado a 17 años de prisión en la que conoce a sus compañeros de celda a fondo, sus nombres eran: Enrique y Chucho . Después de un tiempo Samuel fue llevado en contra de su voluntad a las duchas de la cárcel, en donde entra un hombre corpulento, de gran tamaño que le apodaban *Tarzan* (Líder del tráfico de armas, drogas, etc... de la cárcel) quien pretendía violarlo. Samuel sabía artes marciales el supo defenderse ante tarzan y uno de sus guardaespaldas , tiempo más tarde el nuevo líder de la cárcel pasa a ser el apodado *La Bestia* el le presenta a su padre llamado Ezequiel quien tiene gran interés a los libros como Samuel. Después de pasar gran tiempo compartiendo juntos sus intereses literarios y demás, se hicieron buenos amigos. Tiempo después a Ezequiel le diagnosticaron Cáncer de Riñón y después de 1 mes y 15 días él murió , la bestia fue asesinado por su escolta en los baños de la cárcel mientras defecaba. El "mandato" en la cárcel paso a manos de un hombre que por favores cobraba dinero, el 11 de septiembre de 2001 Samuel Sotomayor fue dejado en libertad tras cumplir su pena y se encontró con un amigo llamado Jacinto quien le ofreció un negocio. Samuel necesitaba dinero pero no quería involucrase en ningún trabajo sucio. Jacinto le propone a Samuel cuidar a su madre Eunice por 5 millones, el cual 1 semana después cuando Samuel traía lo del mercado un tipo le a punto con un arma a la parte donde están los riñones y le dijo que entraran a la casa de Eunice, donde ella estaba siendo apuntada por otro individuo, después llevan a samuel a la cocina donde empieza a pelear con el terrorista, haciendo que se le caiga agua caliente encima y causando heridas graves, cuando Samuel sale de la cocina para ayudarle a Eunice, es ahí donde se encuentra con que ella tenía el terrorista en la llanta de la silla de ruedas y al cabo Eunice muere por un disparo del terrorista, siendo así Samuel decide hacer una llave de esas que había aprendido y matar al asesino dejando que Eunice se llevara el crédito, llama al hospital donde le ayudan con sus heridas de la cara y tiempo después entregan las cenizas de doña Eunice en manos de Samuel, la policía que estuvo al tanto de lo que pasaba. Después le informan que Jacinto había muerto pero le mando con uno de sus hombres sus 5 millones de pesos, que resultaron siendo 20 millones ya que le había dicho Jacinto que si le llegaba a pasar algo debía dejar a su selora en un buen lugar, en vista de que los dos se habían muerto no le iba a dejar el dinero a las autoridades, como veía que ya no encajaba en la ciudad, pagó sus deudas, y después Samuel se dirige a la Guajira donde ahí tira las cenizas de Ezequiel y Eunice y por fin se siente hombre libre lleno de esperanza con oportunidades...